# Reinhold Baer
Reinhold Baer (né le 22 juillet 1902 à Berlin et mort le 22 octobre 1979 à Zurich) est un mathématicien allemand, connu pour ses travaux sur l'algèbre et notamment en théorie des groupes, et également en géométrie.

## Biographie

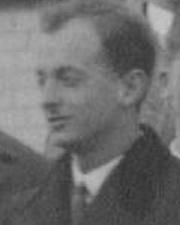
Reinhold Baer en 1930.

Baer étudie d'abord la construction mécanique à l'université technique de Hanovre, mais change à partir de 1921 pour des études de mathématiques et philosophie à l'université de Fribourg-en-Brisgau (notamment avec Wolfgang Krull et Alfred Loewy) et à l'université de Göttingen, où il appartient au cercle autour d'Emmy Noether ; il y a fait en 1927 son doctorat avec Hellmuth Kneser sur un sujet de géométrie différentielle (« Zur Flächentopologie. Kurven- und Abbildungstypen »). Auparavant, il séjourne à Kiel en 1924 grâce à une bourse d'études, auprès de Helmut Hasse, Ernst Steinitz et Otto Toeplitz. De 1926 à 1929, il occupe un poste d'assistant chez Loewy à Fribourg, sous l'influence duquel il se tourne vers l'algèbre. En 1928, il se rend chez Helmut Hasse à Halle, où il réédite, avec Hasse, le mémoire classique de Steinitz Algebraische Theorie der Körper de 1910 sous forme de livre, avec des commentaires et une annexe de Baer sur la théorie de Galois. À l'arrivée au pouvoir des nationaux-socialistes en 1933, Baer, qui était juif et qui était en vacances en Autriche avec sa femme Marianne Erika Kirstein se rend à l'université de Manchester auprès de Louis Mordell, puis à l'université de Princeton de 1935 à 1937 sur invitation de Hermann Weyl. En 1938, il accepte un poste de professeur à l'université de l'Illinois à Urbana-Champaign, poste qu'il occupe jusqu'en 1956. En 1956, il devient professeur à  Francfort-sur-le-Main en. En Allemagne il organise régulièrement des conférences de théorie des groupes à Oberwolfach, notamment sur des groupes de géométrie. Il meurt d'une insuffisance cardiaque le 22 octobre 1979.

## Recherche
Baer est surtout connu pour ses travaux en théorie des groupes, où il étudie les problèmes d'extension  et de finitude, ainsi que les groupes nilpotents et résolubles. Les groupes de  Baer, les anneaux de Baer et le radical de Baer d'un groupe sont des notions qui portent son nom. Baer a introduit le concept du module injectif en 1941. Il a également appliqué la théorie des groupes à la théorie des plans projectifs finis. En outre, il a également travaillé en théorie des ensembles, théorie des corps et en topologie.
Depuis 1963 ont lieu des colloques Reinhold Baer  en alternance dans diverses universités allemandes.
Baer avait un grand nombre d'étudiants : MathGenealogy cite 60 élèves et plus de 900 descendants académiques.
Parmi ses anciens élèves, il y a entre autres  Heinz Lüneburg, Bernd Fischer, Peter Dembowski, Donald G. Higman, Dieter Held, Gerhard O. Michler, Hans Kurzweil, Christoph Hering, Ingo Weidig, Helmut Bender, Otto Kegel, Rüdiger Göbel, Christine Williams Ayoub.

## Distinctions
Un volume spécial du Illinois Journal of Mathematics est dédié à Reinhold Baer

## Publications (sélection)
Publications de Reinhold Baer sur Scholia 
- 1928 : « Isotopie von Kurven auf orientierbaren, geschlossenen Flächen und ihr Zusammenhang mit der topologischen Deformation der Flächen », J. Reine Angew. Math., vol. 159,‎ 1928, p. 101–116.
- 1934 : « Erweiterung von Gruppen und ihren Isomorphismen », Mathematische Zeitschrift, vol. 38, no 1,‎ 1934, p. 375-416 (DOI 10.1007/BF01170643, MR 1545456).
- 1940 : « Nilpotent groups and their generalizations », Transactions of the American Mathematical Society, vol. 47,‎ 1940, p. 393–434 (MR 0002121).
- 1944 : « The higher commutator subgroups of a group », Bulletin of the American Mathematical Society, vol. 50,‎ 1944, p. 143–160 (MR 0009954, lire en ligne).
- 1945 : « Representations of groups as quotient groups. I », Trans. Amer. Math. Soc., vol. 58, no 3,‎ 1945, p. 295-347 (MR 0015106).
- 1945 : « Representations of groups as quotient groups. III. Invariants of classes of related representations », Trans. Amer. Math. Soc., vol. 58, no 3,‎ 1945, p. 348-389 (MR 0015107).
- 1945 : « Representations of groups as quotient groups. II. Minimal central chains of a group », Trans. Amer. Math. Soc., vol. 58, no 3,‎ 1945, p. 390–419 (MR 0015108).
- 1949 : « Klassifikation der Gruppenerweiterungen », J. Reine Angew. Math, vol. 187,‎ 1949, p. 75-94.
- 1952 : Linear Algebra and Projective Geometry, Dover, 2005 (1re éd. 1952, Academic Press), 336 p. (ISBN 978-0-486-44565-6, présentation en ligne)